# Campionati italiani di sci alpino 2018
I Campionati italiani di sci alpino 2018 si sono svolti a Bormio il 30 dicembre 2017 e a Santa Caterina Valfurva dal 21 al 25 marzo 2018. Il programma ha incluso gare di discesa libera, supergigante, slalom gigante, slalom speciale e combinata, tutte sia maschili sia femminili.
Trattandosi di competizioni valide anche ai fini del punteggio FIS, vi hanno partecipato anche sciatori di altre federazioni, senza che questo consentisse loro di concorrere al titolo nazionale italiano. 

## Risultati

### Uomini

#### Discesa libera
| Pos. | Atleta              | Nazione  | Tempo   |
| ---- | ------------------- | -------- | ------- |
| 1    | Ralph Weber         | Svizzera | 1:21,85 |
| 2    | Christof Innerhofer | Italia   | 1:22,08 |
| 3    | Matteo Marsaglia    | Italia   | 1:22,28 |
| 4    | Davide Cazzaniga    | Italia   | 1:22,58 |
| 5    | Dominik Paris       | Italia   | 1:22,60 |
| 6    | Stefan Rogentin     | Svizzera | 1:22,70 |
| 7    | Mattia Casse        | Italia   | 1:22,74 |
| 8    | Federico Paini      | Italia   | 1:22,94 |
| 9    | Matteo De Vettori   | Italia   | 1:23,03 |
| 10   | Werner Heel         | Italia   | 1:23,27 |

Data: 22 marzo 2018

Località: Santa Caterina Valfurva

Ore: 

Pista: 

Partenza: 2 430 m s.l.m.

Arrivo: 1 745 m s.l.m.

Dislivello: 685 m

Tracciatore: Alberto Ghidoni

#### Supergigante
| Pos. | Atleta              | Nazione  | Tempo   |
| ---- | ------------------- | -------- | ------- |
| 1    | Ralph Weber         | Svizzera | 1:11,22 |
| 2    | Matteo Marsaglia    | Italia   | 1:11,31 |
| 3    | Stefan Rogentin     | Svizzera | 1:11,32 |
| 4    | Christof Innerhofer | Italia   | 1:11,33 |
| 5    | Gian Luca Barandun  | Svizzera | 1:11,51 |
| 6    | Alexander Prast     | Italia   | 1:11,61 |
| 7    | Davide Cazzaniga    | Italia   | 1:11,63 |
| 8    | Ramon Zürcher       | Svizzera | 1:11,82 |
| 9    | Dominik Paris       | Italia   | 1:12,03 |
| 10   | Nicolò Molteni      | Italia   | 1:12,19 |

Data: 23 marzo 2018

Località: Santa Caterina Valfurva

Ore: 

Pista: 

Partenza: 2 290 m s.l.m.

Arrivo: 1 745 m s.l.m.

Dislivello: 545 m

Tracciatore: G. Voltrin

#### Slalom gigante
| Pos. | Atleta               | Nazione | Tempo   |
| ---- | -------------------- | ------- | ------- |
| 1    | Giulio Bosca         | Italia  | 2:08,53 |
| 2    | Alex Zingerle        | Italia  | 2:08,68 |
| 3    | Michelangelo Tentori | Italia  | 2:08,84 |
| 4    | Tommaso Sala         | Italia  | 2:08,92 |
| 5    | Alex Hofer           | Italia  | 2:08,96 |
| 6    | Alessandro Brean     | Italia  | 2:09,00 |
| 7    | Hannes Zingerle      | Italia  | 2:09,11 |
| 8    | Andrea Ballerin      | Italia  | 2:09,31 |
| 9    | Riccardo Tonetti     | Italia  | 2:09,44 |
| 10   | Michele Gualazzi     | Italia  | 2:09,50 |

Data: 24 marzo 2018

Località: Santa Caterina Valfurva

1ª manche:

Ore: 

Pista: 

Partenza: 2 110 m s.l.m.

Arrivo: 1 730 m s.l.m.

Dislivello: 380 m

Tracciatore: Alexander Prosch

2ª manche:

Ore: 

Pista: 

Partenza: 2 110 m s.l.m.

Arrivo: 1 730 m s.l.m.

Dislivello: 380 m

Tracciatore: Marco Costazza

#### Slalom speciale
| Pos. | Atleta             | Nazione       | Tempo   |
| ---- | ------------------ | ------------- | ------- |
| 1    | Riccardo Tonetti   | Italia        | 1:56,74 |
| 2    | Fabian Bacher      | Italia        | 1:56,89 |
| 3    | Cristian Deville   | Italia        | 1:57,15 |
| 4    | Hannes Zingerle    | Italia        | 1:57,37 |
| 5    | Marco Pfiffner     | Liechtenstein | 1:57,69 |
| 6    | Tommaso Sala       | Italia        | 1:57,89 |
| 7    | Nicolò Colombi     | Italia        | 1:58,13 |
| 8    | Alex Zingerle      | Italia        | 1:58,28 |
| 9    | Stefano Baruffaldi | Italia        | 1:58,30 |
| 10   | Davide Da Villa    | Italia        | 1:58,50 |

Data: 30 dicembre 2017

Località: Bormio

1ª manche:

Ore: 

Pista: 

Partenza: 1 435 m s.l.m.

Arrivo: 1 245 m s.l.m.

Dislivello: 190 m

Tracciatore: Alexander Prosch

2ª manche:

Ore: 

Pista: 

Partenza: 1 435 m s.l.m.

Arrivo: 1 245 m s.l.m.

Dislivello: 190 m

Tracciatore: Simone Stiletto

#### Combinata
| Pos. | Atleta              | Nazione  | Tempo   |
| ---- | ------------------- | -------- | ------- |
| 1    | Ralph Weber         | Svizzera | 2:08,02 |
| 2    | Christof Innerhofer | Italia   | 2:08,46 |
| 3    | Pietro Canzio       | Italia   | 2:09,08 |
| 4    | Matteo De Vettori   | Italia   | 2:09,21 |
| 5    | Federico Paini      | Italia   | 2:09,82 |
| 6    | Riccardo Tonetti    | Italia   | 2:10,06 |
| 7    | Florian Scheider    | Italia   | 2:10,07 |
| 8    | Giovanni Borsotti   | Italia   | 2:10,14 |
| 9    | Alexander Prast     | Italia   | 2:10,32 |
| 10   | Matteo Franzoso     | Italia   | 2:10,71 |

Data: 22 marzo 2018

Località: Santa Caterina Valfurva

1ª manche:

Ore: 

Pista: 

Partenza: 2 430 m s.l.m.

Arrivo: 1 745 m s.l.m.

Dislivello: 685 m

Tracciatore: Alberto Ghidoni

2ª manche:

Ore: 

Pista: 

Partenza: 

Arrivo: 

Dislivello: 

Tracciatore: Alessandro Carca

### Donne

#### Discesa libera
| Pos. | Atleta             | Nazione | Tempo   |
| ---- | ------------------ | ------- | ------- |
| 1    | Johanna Schnarf    | Italia  | 1:24,37 |
| 2    | Sofia Goggia       | Italia  | 1:24,69 |
| 3    | Nicol Delago       | Italia  | 1:24,95 |
| 4    | Nadia Fanchini     | Italia  | 1:25,34 |
| 5    | Verena Stuffer     | Italia  | 1:25,50 |
| 6    | Nadia Delago       | Italia  | 1:25,88 |
| 7    | Roberta Melesi     | Italia  | 1:26,27 |
| 8    | Federica Sosio     | Italia  | 1:26,49 |
| 9    | Anna Hofer         | Italia  | 1:26,54 |
| 10   | Teresa Runggaldier | Italia  | 1:26,94 |

Data: 22 marzo 2018

Località: Santa Caterina Valfurva

Ore: 

Pista: 

Partenza: 2 430 m s.l.m.

Arrivo: 1 745 m s.l.m.

Dislivello: 658 m

Tracciatore: Alberto Ghidoni

#### Supergigante
| Pos. | Atleta                  | Nazione | Tempo   |
| ---- | ----------------------- | ------- | ------- |
| 1    | Nicol Delago            | Italia  | 1:13,41 |
| 2    | Johanna Schnarf         | Italia  | 1:13,27 |
| 3    | Sofia Goggia            | Italia  | 1:14,10 |
| 4    | Nadia Fanchini          | Italia  | 1:14,16 |
| 5    | Federica Sosio          | Italia  | 1:14,19 |
| 6    | Teresa Runggaldier      | Italia  | 1:14,89 |
| 7    | Roberta Melesi          | Italia  | 1:14,97 |
| 8    | Monica Zanoner          | Italia  | 1:15,03 |
| 9    | Marta Bassino           | Italia  | 1:15,21 |
| 10   | Valentina Cillara Rossi | Italia  | 1:15,24 |
| 10   | Nadia Delago            | Italia  | 1:15,24 |

Data: 23 marzo 2018

Località: Santa Caterina Valfurva

Ore: 

Pista: 

Partenza: 2 290 m s.l.m.

Arrivo: 1 745 m s.l.m.

Dislivello: 545 m

Tracciatore: G. Voltrin

#### Slalom gigante
| Pos. | Atleta                      | Nazione | Tempo   |
| ---- | --------------------------- | ------- | ------- |
| 1    | Federica Brignone           | Italia  | 2:14,11 |
| 2    | Valentina Cillara Rossi     | Italia  | 2:17,03 |
| 3    | Anna Hofer                  | Italia  | 2:17,45 |
| 4    | Michela Azzola              | Italia  | 2:17,59 |
| 5    | Miriam Kirchler             | Italia  | 2:17,65 |
| 6    | Luisa Matilde Maria Bertani | Italia  | 2:17,77 |
| 7    | Roberta Midali              | Italia  | 2:17,79 |
| 8    | Lara Della Mea              | Italia  | 2:18,10 |
| 9    | Elisa Fornari               | Italia  | 2:18,64 |
| 10   | Veronika Calati             | Italia  | 2:18,79 |

Data: 24 marzo 2018

Località: Santa Caterina Valfurva

1ª manche:

Ore: 

Pista: 

Partenza: 2 110 m s.l.m.

Arrivo: 1 730 m s.l.m.

Dislivello: 380 m

Tracciatore: Heini Pfitscher

2ª manche:

Ore: 

Pista: 

Partenza: 2 110 m s.l.m.

Arrivo: 1 730 m s.l.m.

Dislivello: 380 m

Tracciatore: Luca Liore

#### Slalom speciale
| Pos. | Atleta            | Nazione  | Tempo   |
| ---- | ----------------- | -------- | ------- |
| 1    | Vivien Insam      | Italia   | 1:57,36 |
| 2    | Charlotte Chable  | Svizzera | 1:57,44 |
| 3    | Martina Perruchon | Italia   | 1:57,50 |
| 4    | Nicole Good       | Svizzera | 1:57,57 |
| 5    | Roberta Midali    | Italia   | 1:57,66 |
| 6    | Michela Azzola    | Italia   | 1:57,82 |
| 7    | Federica Sosio    | Italia   | 1:57,89 |
| 8    | Marta Rossetti    | Italia   | 1:58,43 |
| 9    | Petra Smaldore    | Italia   | 1:58,81 |
| 10   | Chiara Gmür       | Svizzera | 1:59,32 |

Data: 30 dicembre 2017

Località: Bormio

1ª manche:

Ore: 

Pista: 

Partenza: 1 435 m s.l.m.

Arrivo: 1 245 m s.l.m.

Dislivello: 190 m

Tracciatore: Luca Liore

2ª manche:

Ore: 12.55

Pista: 

Partenza: 1 435 m s.l.m.

Arrivo: 1 245 m s.l.m.

Dislivello: 190 m

Tracciatore: Fabrizio Martin

#### Combinata
| Pos. | Atleta                  | Nazione   | Tempo   |
| ---- | ----------------------- | --------- | ------- |
| 1    | Johanna Schnarf         | Italia    | 2:11,95 |
| 2    | Sofia Goggia            | Italia    | 2:12,88 |
| 3    | Nicol Delago            | Italia    | 2:13,90 |
| 4    | Anna Hofer              | Italia    | 2:15,00 |
| 5    | Sofia Pizzato           | Italia    | 2:15,07 |
| 6    | Sara Dellantonio        | Italia    | 2:15,39 |
| 7    | Nadia Delago            | Italia    | 2:15,82 |
| 8    | Carlotta Da Canal       | Italia    | 2:16,57 |
| 9    | Macarena Simari Birkner | Argentina | 2:16,85 |
| 10   | Elisa Fornari           | Italia    | 2:17,05 |

Data: 22 marzo 2018

Località: Santa Caterina Valfurva

1ª manche:

Ore: 

Pista: 

Partenza: 2 430 m s.l.m.

Arrivo: 1 745 m s.l.m.

Dislivello: 685 m

Tracciatore: Alberto Ghidoni

2ª manche:

Ore: 

Pista: 

Partenza: 

Arrivo: 

Dislivello: 

Tracciatore: Alessandro Carca